# Geliefde gezellin van Horus
Geliefde gezellin van Horus (zm3yt-hrw-mryt.f), of Gezellin van Horus (zm3yt-hrw), was een koninklijke titel die in het oude Egypte werd verleend aan de vertegenwoordigster van de vrouwelijke zijde van het faraoschap, om aldus haar gezag te doen gelden. Horus was de godheid die in het Oude Rijk door de mannelijke farao, haar gemaal, werd vertegenwoordigd. Dus kon zij voor zijn geliefde gezellin doorgaan. 
Toch duiken beide titels pas op in de 18e dynastie van Egypte, namelijk bij koningin Ahmose, en lijken ze na haar niet meer voor te komen. Met name vanaf de 18e dynastie lijkt dan ook een tijdelijk teruggrijpen naar de oudste dynastieke titels en tradities opnieuw courant te worden.
Deze oudste titels met Horus als thema dateren uit resp.: 
- de 1e dynastie van Egypte: Zij die Horus draagt (rmnt-hrw)
- de 1e-3e dynastie van Egypte: Zij die Horus ziet (m33t-hrw)
- de 3e dynastie van Egypte: Aan de zijde van Horus (kht-hrw)
- de 4e dynastie van Egypte: Begeleidster van Horus (tist-hrw)
- de 4e-5e dynastie van Egypte: Gade van Horus, zijn geliefde (smrt-hrw-meryt.f)
- de 4e en de 11e dynastie van Egypte: Zij die Horus en Seth ziet (m33t-hrw-stsh)